# Tufit

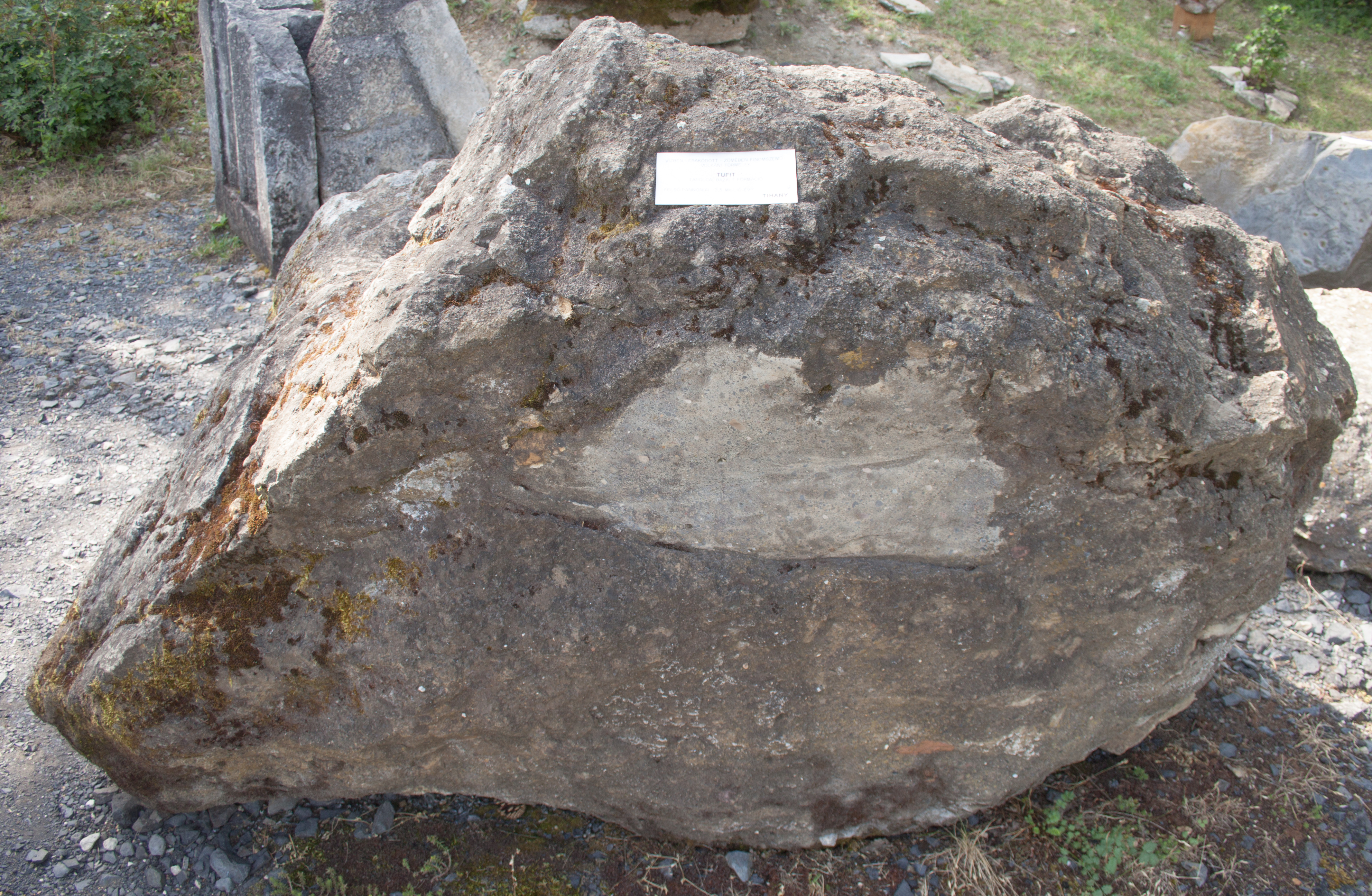
Tufit z maďarského Tihany. Vzorek je pliocenního stáří, vznikl před 3,5 milionem let

Tufit je souhrnné označení pro pyroklastický sediment, který obsahuje smíšený vulkanický i terigénní materiál. Podle definice IUGS obsahuje tufit 25 % až 75 % vulkanického (epiklastického) materiálu.
Existují různá členění, která definují tufit. Členění uváděné v doporučení IUGS se opírá o definici zavedenou švýcarským geologem Rolfem Schmidem (1981). Michail Sergejevič Švecov označoval za tufity horniny s obsahem 50-90 % vulkanických fragmentů. Měl tedy obsahovat nadpoloviční většinu vulkanického materiálu. Pokud hornina obsahuje více než 75 % resp 90 % pyroklastického materiálu označuje se jako tuf. Některé další, hlavně starší zdroje uvádějí, že tufit může obsahovat 10-50 % vulkanického materiálu.
Přívlastek tufitický se používá pro sedimenty, které obsahují méně než 25 % vulkanických fragmentů.

## Složení
Horninu tvoří ostrohranné a/nebo zaoblené úlomky efuzívních hornin nebo části jejich minerálů, obsahuje také sopečný popel, pemzu, jílové minerály. Nevulkanický materiál mohou představovat jak terigenní sedimenty tak chemogenní anebo organogenní příměsi. Běžný může být křemen nebo slída a příměs karbonátů, křemitých hornin nebo zbytky schránek organismů. V závislosti na velikosti částic se tufity rozlišují na psefitické, psamitické a aleuritické nebo pelitické tufity. Pro tufity je velmi typická odlišná velikost částic vulkanického a terigenního původu. Často se jedná o vulkanický popel smíchaný s jemnozrnnými sedimenty.

## Vznik
Vzniká resedimentací vulkanického popela za přínosu terigenního nebo jiného (nevulkanického) materiálu. Může vznikat usazováním na dně moře v okolí aktivních sopek vyvrhujících vulkanický materiál.